# Tamchachate
Tamchachate (franska: Tamchachate (CR), Tamchachate (Commune Rurale), arabiska: لهري) är en kommun i Marocko.   Den ligger i provinsen El Hajeb och regionen Fès-Meknès, i den nordöstra delen av landet, 120 km sydost om huvudstaden Rabat. Antalet invånare är 4 151.